# サルトロカンリ
サルトロカンリ (Saltoro Kangri) はカラコルム山脈の一部をなすサルトロ山地 (サルトロ山稜とも) の最高峰である。世界31位の高峰で、カラコルム山脈の奥深くに位置する。インドとパキスタンの国境紛争地帯でもあり、インド軍が展開するシアチェン氷河地方とパキスタン軍が展開するサルトロ山稜西部の境界である「実際の地上位置線」をなしている。現時点ではインドが支配下に置いている。

## 登山の歴史
1911年から1912年にかけて、勇敢な職人夫婦が分け入ったのが最初である。頂上への初挑戦は1935年のJ・ウォーラー率いるイギリス隊で、南東稜の c.24500' に到達した。続いてエリック・シプトン率いるイギリス大学遠征隊がパキスタン政府から登山許可を得て、パキスタン側からビラフォンド・ラ経由で頂上に近づいたが、登頂はしなかった。この遠征隊へ登山許可発給は、パキスタンによるオロポリティクス (登山の政治利用) として1984年のシアチェン紛争を招くきっかけとなった。1962年、四手井綱彦率いる日パ合同サルトロ・カンリ遠征隊が挑戦し、6月24日に斎藤惇生、高村泰雄 、ラジャ・バシールの3名が南東稜ルートから登頂を果たした。1981年にはインド軍大佐ナレンドラ・クマー率いるインド軍遠征隊も南東稜ルートで登頂している。1960年代にアメリカで発行されたこの地域の地図や多くの世界地図でインドとパキスタンの間の軍事境界線が誤って引かれていた。この軍事境界線は1949年のカラチ協定で定められた各点からNJ9842やカラコルム峠の東北東を通り、サルトロカンリとシアチェン氷河全体がパキスタン領になっていた。しかし、1972年に締結されたシムラー協定では、「氷河から北 ("thence north to glaciers")」という句を除いてポイントNJ9842を超えない範囲で軍事境界線が定義された。ヒマラヤインデックス によれば、1981年にもう1隊登頂して以降、他に登頂を試みたものはいない。

## 関連書籍
- Jill Neate, High Asia: An Illustrated History of the 7000 Metre Peaks, ISBN 0-89886-238-80-89886-238-8
- Himalayan Index
- DEM files for the Himalaya (Corrected versions of SRTM data)